# MayBee
Kim Eun-ji (en coreano:김은지) (10 de septiembre de 1979) más conocida como MayBee (hangul: 메이비) es una cantautora, actriz y presentadora de radio surcoreana.

## Vida personal
Se casó con el actor Yoon Sang-hyun, el 8 de febrero de 2015. La pareja se comprometió en noviembre de 2014, después de ocho meses de noviazgo. Tienen tres hijos juntos.

## Carrera
Presentó el programa de radio Pump Up the Volume de KBS Cool FM desde el 2006 al 2010.

## Discografía
```
2046
미열
숨
다소
내사랑 무덤까지
I Wish...
Candy
잘가
어제
좋은 사람 만나요
늦잠
Love²
해바라기
A Letter From Abell 1689
```

```
Blue Bridge
엉엉 울었어
못난이
미치도록
아침 10시
툭
그 사람
샤랄라 숑
Day Dream
Go Maybee
그대와 마지막 춤을
못난이 (classic ver.)
미치도록 (rock ver.)
Happy Virus
```

```
Eyes On Me
어쩜 좋아
내 사랑 내 곁에
Eyes On Me (inst.)
어쩜 좋아 (inst.)
```

```
라이야
라이야 (acoustic ver.)
라이야 (inst.)
```

```
Goodbye Valentine
Goodbye Valentine (inst.)
```

```
Odd Eye
내일도 맑음
Odd Eye (inst.)
내일도 맑음 (inst.)
```

| Información del álbum                                   | lista de pistas |
| ------------------------------------------------------- | --- |
| A Letter From Abell 1689 - Liberado: 6 de abril de 2006 | {{{1}}} 1. 2046 2. 미열 3. 숨 4. 다소 5. 내사랑 무덤까지 6. I Wish... 7. Candy 8. 잘가 9. 어제 10. 좋은 사람 만나요 11. 늦잠 12. Love² 13. 해바라기 14. A Letter From Abell 1689                                            |
| Luv Cloud - Liberado: 4 de octubre de 2007              | {{{1}}} 1. Blue Bridge 2. 엉엉 울었어 3. 못난이 4. 미치도록 5. 아침 10시 6. 툭 7. 그 사람 8. 샤랄라 숑 9. Day Dream 10. Go Maybee 11. 그대와 마지막 춤을 12. 못난이 (classic ver.) 13. 미치도록 (rock ver.) 14. Happy Virus |
| 어쩜 좋아 - Liberado: 11 de agosto de 2008              | {{{1}}} 1. Eyes On Me 2. 어쩜 좋아 3. 내 사랑 내 곁에 4. Eyes On Me (inst.) 5. 어쩜 좋아 (inst.) |
| 라이야 - Liberado: 30 de diciembre de 2008              | {{{1}}} 1. 라이야 2. 라이야 (acoustic ver.) 3. 라이야 (inst.) |
| Goodbye Valentine - Liberado: 22 de septiembre de 2011  | {{{1}}} 1. Goodbye Valentine 2. Goodbye Valentine (inst.) |
| Odd Eye - Liberado: 18 de diciembre de 2013             | {{{1}}} 1. Odd Eye 2. 내일도 맑음 3. Odd Eye (inst.) 4. 내일도 맑음 (inst.) |

## Filmografía
- Pink Lipstick – Park Jung Hee

## Premios y nominaciones
| Año  | Premio                  | Categoría                   | Trabajo             | Resultado |
| ---- | ----------------------- | --------------------------- | ------------------- | --------- |
| 2006 | Mnet Asian Music Awards | Cantante revelación del año | "Much Laugh" (다소) | Nominada  |